# Hanušovice – kostel
Přírodní památka Hanušovice – kostel se nachází v prostoru římskokatolického kostela svatého Mikuláše na severním okraji obce Hanušovice. Předmětem ochrany je biotop netopýra velkého (Myotis myotis). Přírodní památka je zároveň evropsky významnou lokalitou Natura 2000. Dlouhodobým cílem péče je zachovat existenci letní kolonie netopýra velkého, počet netopýrů tohoto druhu se zde odhaduje na téměř 650 až 962. Kolonie byla poprvé zjištěna v roce 1998.